# シンハラ語
シンハラ語（シンハラご、シンハラ文字: සිංහල、英語: Sinhala または Sinhalese）は、スリランカで話されているシンハラ人の言葉。インドヨーロッパ語族インド・イラン語派インド語派に属する。スリランカではタミル語と並び公用語となっている。

## 名前の由来
シンハラ (Sinhala) という語は、この言語を指すサンスクリットの単語であり、ウィジャヤ王の「シンハラ国」建国後、シンハラ国の外部（サンスクリットを話す人々）からは彼らの言語を「シンハラ語」と呼んだことに由来する。サンスクリットから派生した中期インド語では Sīhala である。シンハラ語自身では古くは Elu (en)、Hela、Helu と称した。サンスクリットと中期インド語での呼び名では、語頭にライオンを表す語 (simba、sīha) がついている。

## 歴史
スリランカの歴史書マハーワンサ（大史）によると、紀元前5世紀頃にウィジャヤ王と側近たちが北東インドからセイロン島にわたってきたことになっている。そのウィジャヤ王は、もともとセイロン島にいたヤッカ (Yakka) 族、ナガ (Naga) 族からなるヘラ (Hela) 族の人々を取り込んで、「シンハラ (Sinhala) 国」を建国した。その後数世紀にわたってカリンガ国やマガダ国などインド東部やベンガル地方から渡ってきた人々により、プラークリットとの混合が進んだ。

### 変遷の経過
現在までのシンハラ語の変遷は、4段階に分けられる。
- プラークリットとしてのシンハラ語（3世紀頃まで）
- 前シンハラ語（3〜7世紀頃）
- 中期シンハラ語（7〜12世紀頃）
- 近世シンハラ語（12世紀頃から現在まで）

### 発音の変化
その歴史の中で、大きな発音の変化がたびたび生じている。
- 破裂音では有気音と無気音が区別されなくなった（例：kanavā（食事）など、サンスクリットでは khādati、ヒンディー語では khānā にあたる）
- すべての長母音の短縮が起こり（上の例を参照、現在のシンハラ語に表れる長母音は全て借用語においてである。例：サンスクリットの vibhāga（試す）から借用された vibāgaya など）、母音にはさまれた子音におけるエリジオン（例：サンスクリットの damanavā に由来する dānavā など）や複合語による連音が生じた
- 長子音には子音のクラスター化が、長子音でない子音には長子音化が生じた（例：サンスクリットの viṣṭā（時間）に由来するプラークリット・シンハラ語の viṭṭa、近世シンハラ語の viṭa など）
- /j/ から /d/ への転化（例：サンスクリットの jāla にあたる dæla（クモの巣）など）

### 東西のプラークリットとしての対比
西方のプラークリットの特徴として、東方のプラークリットでは /b/ に変化した語頭の /v/ が残っていることが挙げられる
（例：サンスクリットの viṃśati (20) に対応するシンハラ語の visi- とヒンディー語の bīs など）。
男性名詞の単数形の語尾が e で終わることも、シンハラ語に残る東方プラークリットの特徴である。サンスクリットの一つの単語 makṣikā に対応する二つの単語 mässā（ハエ）と mäkkā（ノミ）などの二重語も見られるが、この例では地理的に異なるプラークリット macchiā と makkhikā（パーリ語）に由来するため、語幹が異なる。

### スリランカ政府の対応
1956年に、スリランカの公用語を英語からシンハラ語に切り替えるとする法律が施行された (Sinhala Only Act)。これは歴史研究の視点からは、多数派であるシンハラ語話者と、少数派であるタミル語話者の対立を煽るきっかけとなったと見られている。この年はスリランカ自由党が初めて政権を握った年であり、この法案は与党としての提出した最初の法案の一つであったが、タミル人の多くはこれを「シンハラ人の文化、言語、宗教（仏教）だけを国家の正式なものとする」法律であると受け取った。
その後1958年に "Sinhala Only, Tamil Also" とも呼ばれる法案が成立し、現在はスリランカの公用語はシンハラ語とタミル語であることが憲法で定められている。

## 現在のシンハラ語

### 現在に残る基層言語の影響
シンハラ語には、他のインド・アーリア言語とシンハラ語を区別するに足る特徴がいくつかある。そのうちの一部はシンハラ語の元となったヴェッダ語から来ており、中期および古代のインド・アーリア言語には語源を遡れない、シンハラ語、またはシンハラ語とヴェッダ語にしか見られない語も多数ある。Kola（シンハラ語でもヴェッダ語でも葉）、Dola（シンハラ語で豚、ヴェッダ語で供物）という語などがその例である。またセイロン島全域で、Rera（鴨）、Gala（石）という語が地名に見られる。またシンハラ語成立以前のセイロン島の言語から、Oluva（頭）、Kakula（脚 leg）、bella（首）、kalava（腿）など身体の部分に関する多くの語が現在のシンハラ語に受け継がれている。13世紀頃に書かれたとされるシンハラ語文法の最古の文献 シダトサンガラワ (Sidatsangarava) では、「語源がセイロン島独自のものである語」という分類があることを記しており、naramba（見ること）、kolamba（砦、港）などをそれに挙げている。kolamba はセイロン島最大の都市コロンボ (Colombo) の語源でもある。

### 近隣地域の言語との関連
シンハラ語には、英語版 Wikipedia にあるタミル語からの借用語リストにある借用語、およびドラヴィダ語からの発音と文法の影響が見られ、それが北部インド・アーリア言語から発達した各言語とシンハラ語の相違点ともなっており、シンハラ語話者とドラヴィダ語話者の交流が深かったことを示している。現在見られるドラヴィダ語の影響は主に以下の4点である。
- 短母音の e、o と長母音の ē、ō の区別
- 有気音の欠落
- 左方分枝 (left-branching syntax、en) である（日本語と同じ）
- kiyanavā（発言）という語の連体形を、たとえば英語の "that" や "if" のような従属接続詞として用いること（以下の例を参照、語順が日本語と同じであることが分かる）

| ēka | aluth | kiyalā      | mama | dannawā |
| it  | new   | having-said | I    | know    |

"I know that it is new."
" それが 新しい ことを 私は 知っている"
| ēka | aluth-da | kiyalā      | mama | dannē     | nähä |
| it  | new-?    | having-said | I    | know.emph | not  |

"I do not know whether it is new."
"それが 新しいのか 私は 知らない "

### 外国語の影響
数世紀にわたって受けた植民地支配により、現在のシンハラ語には多くのポルトガル語から、オランダ語から、英語からの借用語がある。

### 他の言語に見られるシンハラ語の影響
元々ポルトガルの植民地であったマカオの原住民社会で話されていたマカオ語（マカオ・クレオールとも、話者自身は Patuá パトゥアと呼ぶ）は、主にマレー語、シンハラ語、広東語、ポルトガル語から発達したクレオール言語である。現在では広東語の広まりによって話者は減少しており、マカオおよびマカオ外のマカオ人社会で使われている。
マカオ語は主に、ポルトガル人男性とマラッカやスリランカの女性（中国ではなく）の間の子やその子孫の間で使われ始めた。そのため、マレー語やシンハラ語の影響が成立初期から強い。

## 数詞
シンハラ語の数詞は、他の印欧語族の言語と良く似ている。
| 数値 | シンハラ語    | サンスクリット | ギリシャ語 | ラテン語 | ドイツ語 | 英語  | フランス語 | ロシア語 |
| 1    | eka (එක)      | éka            | heis       | unus     | eins     | one   | un         | adin     |
| 2    | deka (දෙක)     | dvá            | dúo        | duo      | zwei     | two   | deux       | dva      |
| 3    | thuna (තුන)    | trí            | treis      | tres     | drei     | three | trois      | tri      |
| 4    | hathara (හතර) | catúr          | téttares   | quattuor | vier     | four  | quatre     | chityri  |
| 5    | paha (පහ)     | páñca          | pénte      | quinque  | fünf     | five  | cinq       | pyat'    |
| 6    | haya (හය)     | ṣaṭ            | héx        | sex      | sechs    | six   | six        | shest'   |
| 7    | hatha (හත)    | saptá          | heptá      | septem   | sieben   | seven | sept       | syem'    |
| 8    | aṭa (අට)      | aṣṭá           | októ       | octo     | acht     | eight | huit       | vosim'   |
| 9    | navaya (නවය)  | náva           | ennéa      | novem    | neun     | nine  | neuf       | dyevit'  |
| 10   | dahaya (දහය)  | dáśa           | déka       | decem    | zehn     | ten   | dix        | dyesit'  |

## 方言
セイロン島南部のゴールやマータラ、ハンバントタで使われているシンハラ語には独自の語がいくつかある。セイロン島中央部、北部中央部、南東部（ウバとその周辺地域）でも、同様に独自の語が見られる。しかし各地域の話者の間の意思の疎通に問題はなく、これらの違いを深刻とする理由はない。
ヴェッダ人の言語は多くの点でシンハラ語に良く似ているが、独自の起源を持つ語が多い。ロディアと呼ばれる人々の社会では、シンハラ語の方言が使われている。

## ダイグロシア
南アジアの他の言語と同様にシンハラ語にもダイグロシア（二言語使い分け）が見られる。シンハラ語の文語と口語の間には多くの面で相違点がある。文字で書かれるシンハラ語はすべて文語であり、正式な発言（公式なスピーチ、テレビやラジオのニュースなど）も文語で行われる。一方で、日常会話には口語が使われる（シンハラ語の俗語などを参照のこと）。シンハラ語の文語には、サンスクリット由来の語が多く含まれている。
シンハラ語の文語と口語のもっとも大きな違いは、口語には動詞の語形変化（屈折、活用）がないことである。これは中世や古期の英語でも見られたことで、当時のグレートブリテン島では、学校の生徒たちにとって文語の英語はほとんど外国語を習うのと同じであった。

## 表記

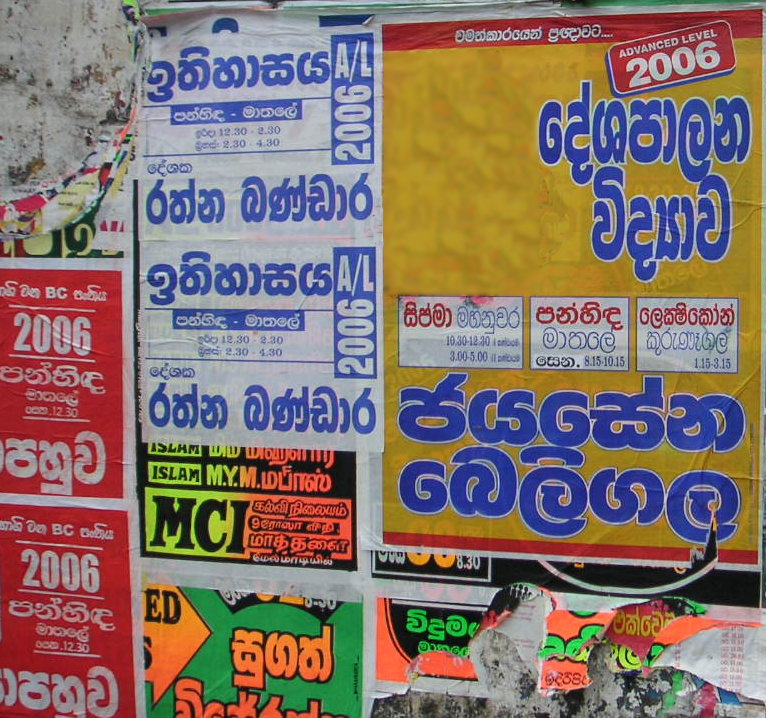
シンハラ文字で記述されたポスター

シンハラ語の文字体系はホディア (Sinhala Hodiya) と呼ばれ、他のインド・アーリア語の文字と同様、古代のブラーフミー文字から派生したものである。シンハラ文字は音節文字に近く、ක のような基本的な文字は、母音の指定を伴わないときには既定の母音（この場合 ka [kə]）を伴って発音されることで一つの音節を表すことなどから、アブギダあるいはアルファシラビック alphasyllabic であると言われる。この、指定されない場合に補うことになっている母音は、ピラ pilla と呼ばれる母音記号（発音区別符号）をその音節文字につけることで変わり、たとえば කා kā, කැ kä, කෑ kǟ, කි ki, කී kī, කු ku, කූ kū, කෙ ke, කේ kē, කො ko, කෝ kō のようになる（この母音の並びは日本語の五十音と同じであり、サンスクリットとも共通する。後述）。ピラ（複数形では pili）は子音文字の上、下、左、右、あるいはそれ以外の場所にも付きうる。シンハラ語にはまた、母音が欠落していることを明示的に示す書記素によって二種類に変化するウィラマ (virama) 記号やハル・キリーマ (hal kirima) と呼ばれる記号がある。
シンハラ語全体の文字体系はエル・ホディア (Elu Hodiya) と呼ばれ、基本的な文字は54種類である。そのうち母音が18個、子音が36個であるが、口語であるスッダ・シンハラ（Suddha Sinhala、白シンハラ）では36個（母音12個、子音24個）しか使われない。使われない文字は言語の歴史的変化（帯気音の消失など）によるものであり、サンスクリットやパーリ語からの借用語を記述するために使われる。
シンハラ語の文章では文字は左から右に並べられる（英語や現代の日本語と同じ）。シンハラ文字はシンハラ語だけで使われており、他のインド・アーリア言語では用いられない。しかし他のインド・アーリア言語と同様、いわゆるアルファベット順は他の印欧語族の言語とは異なっており、以下のようになっている。これはサンスクリットとよく似ている。
a/ā ä/ǟ i/ī u/ū [ŗ] e/ē [ai] o/ō [au] k [kh] g [g] ṅ c [ch] j [jh] [ñ] ṭ [ṭa] ṭ [ṭh] ḍ [ḍh] ṇ t [th] d [dh] n p [ph] b [bh] m y r l v [ś ṣ] s h ḷ f

## 発音
- 前鼻音化子音 (prenasalized consonant) と呼ばれる現象があり、有声の破裂音には、それと同器官的（homorganic、調音部位参照）な非常に短い鼻音が直前に付く。これの後に続く音節の影響を受けてこの破裂音が音節化する。この際、そのモーラは影響を受けない。
- アクセントのつかない短い [a]（たとえば schwa [ə] など）は、文字には書かれない。

|        |          | 唇音  | 歯音/ 歯茎音 | そり舌音 | 硬口蓋音 | 軟口蓋音 | 声門音 |
| ------ | -------- | ----- | ------------ | -------- | -------- | -------- | ------ |
| 鼻音   | 鼻音     | [m]   | [n̪]          | [ɳ]      | [ɲ]      | [ŋ]      |        |
| 破裂音 | 無声音   | [p]   | [t̪]          | [ʈ]      | [tʃ]     | [k]      |        |
| 破裂音 | 有声音   | [b]   | [d̪]          | [ɖ]      | [dʒ]     | [ɡ]      |        |
| 破裂音 | 前鼻音化 | [mb]  | [n̪d̪]         | [ɳɖ]     |          | [ŋɡ]     |        |
| 摩擦音 | 摩擦音   | [(f)] | [s]          |          | [(ʃ)]    |          | [h]    |
| R音    | R音      |       | [r]          |          |          |          |        |
| 接近音 | 接近音   | [ʋ]   | [l]          |          | [j]      |          |        |

|        | 前舌母音 | 前舌母音 | 中舌母音 | 中舌母音 | 後舌母音 | 後舌母音 |
| 長     | 短       | 長       | 短       | 長       | 短       |          |
| ------ | -------- | -------- | -------- | -------- | -------- | -------- |
| 狭母音 | [iː]     | [i]      |          |          | [uː]     | [u]      |
| 半母音 | [eː]     | [e]      |          | ([ə])    | [oː]     | [o]      |
| 広母音 | [æː]     | [æ]      | [aː]     | [a]      |          |          |

## 形態論

### 名詞
シンハラ語の名詞には格、数、定性、有生性がある。

#### 格
シンハラ語の格には、多くの言語に見られる主格、対格、属格、与格、奪格の他に、他の言語には少ない具格などがある。格の種類は、その定義に揺らぎがあるため、一般的に厳密な種類やその数は示されない。たとえばなにか有生の具格および処格の語尾は atiŋ と laŋgə だが、それぞれ独立した単語（"with the hand" と "near" の意味）としても用いられるため、これを接尾辞とするべきではないとする説もある。学術的な文法化の過程において、ある語の文法化がどれだけ進められているかは、その語が格変化を起こすかどうかが判断の一助となる。
母音記号の長さのところがカッコ付きになっているのは、それがたとえばアクセントをつけずに発音される場合には長母音が短くなる場合があることを示す。
|      | 有生 単数       | 無生 複数 | 有生 複数        | 無生 複数  |
| ---- | --------------- | --------- | ---------------- | ---------- |
| 主格 | miniha(ː)       | potə      | minissu          | pot        |
| 対格 | miniha(ː)və     | potə      | minissu(nvə)     | pot        |
| 具格 | miniha(ː) atiŋ  | poteŋ     | minissu(n) atiŋ  | potvəliŋ   |
| 与格 | miniha(ː)ʈə     | potəʈə    | minissu(ɳ)ʈə     | potvələʈə  |
| 奪格 | miniha(ː)geŋ    | poteŋ     | minissu(n)geŋ    | potvaliŋ   |
| 属格 | miniha(ː)ge(ː)  | pote(ː)   | minissu(ŋ)ge(ː)  | potvələ    |
| 処格 | miniha(ː) laŋgə | pote(ː)   | minissu(n) laŋgə | potvələ    |
| 呼格 | miniho(ː)       | -         | minissuneː       | -          |
| 意味 | 人              | 書物      | 人(複数)         | 書物(複数) |

#### 数
シンハラ語名詞の数は単数形と複数形であり、有生、無生、英語からの借用語で異なった変化を示す。
有生の名詞では、複数形では語尾に -o(ː)、子音重複 (Gemination)と -u、 -la(ː) のいずれかが付く。無生ではほとんどの場合、形態素の欠落が生じる (subtractive morphology)。英語からの借用語では単数形の語尾に ekə が付くが複数形としての形にはならないため、単数形であると考えられている。
| 単数形 | ammaː     | ballaː   | horaː | potə | reddə | kantoːruvə | satiyə | bas ekə | paːrə    |
| 複数形 | amməla(ː) | ballo(ː) | horu  | pot  | redi  | kantoːru   | sati   | bas     | paːrəval |
| 意味   | 母        | 犬       | 泥棒  | 書物 | 衣服  | オフィス   | 週     | バス    | 道路     |

上の表の左側の方に挙げられているものでは複数形の方が語長が長く、右の方では最後の paːrə ("street") を除いて逆である。有生の語彙は主に左側、無生なら右側のグループになる。

#### 不定冠詞
不定冠詞にあたる機能は、有生の場合は -ek、無生なら -ak が担う。単数形には定性がなく、これにのみ不定冠詞が用いられる。複数形では定不定はとくに示されない。

### 動詞
シンハラ語の動詞の変化には3種類ある。しかし口語では人称、数、性による変化はない（文語ではその変化がある）。つまり口語では、主語と動詞の一致 (Subject-Verb-agreement) がないということである。
|             | 第一変化    |        | 第二変化      |        | 第三変化        |         |
|             | 動詞        | 連体形 | 動詞          | 連体形 | 動詞            | 連体形  |
| 現在 (未来) | kanəvaː     | kanə   | arinəvaː      | arinə  | pipenəvaː       | pipenə  |
| 過去        | kæːvaː      | kæːvə  | æriyaː        | æriyə  | pipunaː         | pipunə  |
| 先行        | kaːlaː      | kaːpu  | ærəlaː        | ærəpu  | pipilaː         | pipicca |
| 同時        | kanə kanə   | /      | arinə arinə   | /      | pipenə pipenə   | /       |
| 不定形      | kannə/kanḍə | /      | arinnə/arinḍə | /      | pipennə/pipenḍə | /       |
| 強意        | kanneː      | /      | arinneː       | /      | pipenneː        | /       |
| 意味        | 食べる      | /      | 開く          | /      | 開花            | /       |

## 文法
- 語順は SOV型である。
- 英語の that や whether のような接続詞はほとんどない。ただし動詞が準動詞である従属節として分詞や連体詞を作る。たとえば、"The man who writes books" は [pot̪ liənə miniha]、つまり "books writing man"と表される。日本語ではいずれにせよ「本を書く人」で、同じ語順である。
- 左方分枝 (left-branching syntax、en) であり、日本語と同じ前置修飾である（上の例を参照）。
- ただし数量を表す場合は後置修飾である。たとえば: "the four flowers" は [mal hat̪ərə] ("flowers four") である。日本語では普通「4本の花」「花4本」となり、両方可能である。これには異論もあり、「4」が名詞で「花」が修飾語ではないか、英語で言えば "a floral foursome" と解釈するべきではないか、とする意見もある。その意見をとれば数量を表す場合も後置修飾である。
- 接置詞としては、後置詞はあるが前置詞がない。英語での "under the book" は [pot̪ə yaʈə] ("book under") となる。日本語では「本の下」であり、やはりシンハラ語と同じである。
- シンハラ語には繋辞がない。英語の "I am rich" は [mamə poːsat̪] ("I rich") となる。日本語の場合は「私は金持ちである」となり、この場合「である」が繋辞に相当し、シンハラ語の表現は「私は金持ち。」と繋辞を省略した場合と同じ形である。日本語の口語では、文末を明示することで文脈的に明らかな繋辞を省くことがあり、その場合はシンハラ語と同じ形になる。シンハラ語では繋辞がない代わりに二種類の存在動詞があり、場所述語として使われる。しかし英語の be 動詞とは異なり、状態述語としては使われない。

## 意味論
シンハラ語には指示語幹が以下の4つあり、直示には4種類あることになる（他の言語と比べると稀な例である）。
- [meː] ここ、これ、話者に近い位置
- [oː] そこ、それ、話しかける相手に近い位置
- [arə] あそこ、あれ、直接見える範囲にいる第三者に近い位置
- [eː] あそこ、あれ、直接には見えないところにいる第三者に近い位置

### 話法の特徴
シンハラ語は日本語と同様、pro脱落言語の一つである。主語が文脈から明らかな場合に省かれるのはイタリア語などと同様であるが、主語以外の目的語やその他の語も省かれることは「超pro脱落言語」とも呼ぶべき特徴であり、これは日本語と共通している。
たとえばシンハラ語の koɦed̪ə ɡie は、英語にすると "where went"（行った場所）であり、とれる意味としては "where did I/you/he/she/we... go"（私/あなた/彼/彼女/我々... が行った場所）となる。この二語だけでは意味に曖昧さの残る部分は、前後の文脈から判断される。